# Oxyphotobacteria
Oxyphotobacteria — царство або клас бактерій. Сюди відносяться бактерії, у яких фотосинтез супроводжується виділенням молекулярного кисню. В залежності від класифікації, група ділиться на два порядки: Cyanobacteriales (ціанобактерії) і Prochlorales (прохлорофіти), або прохлорофіти відносяться до єдиного відділу Ціанобактерії (Cyanobacteria). 

## Етимологія
Назва Oxyphotobacteria складається з трьох грецьких слів: oxus - похідне від слова oxygen, тобто кисень; photos - світло; bacteria - паличка, бактерія (назва царства). Отже назва класу перекладається як "світлолюбні бактерії, які виробляють кисень".